# 馬木省
馬木省是西非國家畿內亞的33個省之一，位於該國南部，由馬木大區負責管轄，首府設於馬木，北臨達拉巴省和圖蓋省，東接達波拉省，南毗塞拉利昂，西鄰金迪亞省，面積8,000平方公里，人口約222,000。